# Хаві Кінтілья
Хав'єр (Хаві) Кінтілья Гуаш (ісп. Xavier Quintilla Guasch, нар. 23 серпня 1996, Лерида, Іспанія) — іспанський футболіст, лівий і центральний захисник клубу «Санта-Клара». Колишній гравець молодіжних збірних Іспанії.

## Клубна кар'єра
Кінтілья приєднався до системи футбольного клубу «Барселона» 2009 року, переїхавши з «Лериди». 2015 року він опинився в складі «Барселони Б». Дебютував за неї Кінтілья 22 серпня 2015 року в матчі проти «Корнельї» (1:2). У сезоні 2016/2017 Хав'єр пішов в оренду до «Льєйди Еспортіу».
2017 року в Хаві закінчився контракт з «Барсою», і йому довелося шукати новий клуб. Незабаром його підписав «Вільярреал Б». 1 листопада 2017 року в Кубку короля гравець дебютував за нову команду. Потім потенційного гравця перевели до основного складу клубу. 30 березня 2019 року він зіграв перший матч у Ла-Лізі, вийшовши в гостьовій зустрічі проти «Сельти» (команда програла 3:2). Кінтілья вийшов у стартовому складі і його замінили на 88-й хвилині.
18 серпня 2020 року на правах оренди на один рік перейшов до англійського клубу «Норвіч Сіті».

## Особисте життя
Старший брат гравця, Жорді, також футболіст, що грає на позиції півзахисника. Вони разом грали в «Барселоні Б».

## Статистика виступів
Станом на 13 вересня 2020
| Клуб                 | Сезон              | Ліга                      | Ліга | Ліга | Кубок | Кубок | Кубок ліги | Кубок ліги | Інші | Інші | Загалом | Загалом |
| Клуб                 | Сезон              | Дивізіон                  | Ігри | Голи | Ігри  | Голи  | Ігри       | Голи       | Ігри | Голи | Ігри    | Голи    |
| -------------------- | ------------------ | ------------------------- | ---- | ---- | ----- | ----- | ---------- | ---------- | ---- | ---- | ------- | ------- |
| Барселона Б          | 2015–16            | Сегунда Дивізіон Б        | 8    | 0    | —     | —     | —          | —          | —    | —    | 8       | 0       |
| Льєйда (оренда)      | 2017–18            | Сегунда Дивізіон Б        | 29   | 0    | 2     | 0     | —          | —          | —    | —    | 31      | 0       |
| Вільярреал Б         | 2017–18            | Сегунда Дивізіон Б        | 30   | 1    | —     | —     | —          | —          | —    | —    | 30      | 1       |
| Вільярреал Б         | 2018–19            | Сегунда Дивізіон Б        | 22   | 3    | —     | —     | —          | —          | —    | —    | 22      | 3       |
| Вільярреал Б         | Загалом            | Загалом                   | 52   | 4    | —     | —     | —          | —          | —    | —    | 52      | 4       |
| Вільярреал           | 2018–19            | Ла-Ліга                   | 7    | 0    | 1     | 0     | —          | —          | 1    | 0    | 9       | 0       |
| Вільярреал           | 2019–20            | Ла-Ліга                   | 19   | 0    | 4     | 0     | —          | —          | —    | —    | 23      | 0       |
| Вільярреал           | Загалом            | Загалом                   | 26   | 0    | 5     | 0     | —          | —          | 1    | 0    | 32      | 0       |
| Норвіч Сіті (оренда) | 2020–21            | Чемпіонат Футбольної ліги | 1    | 0    | 0     | 0     | 0          | 0          | —    | —    | 1       | 0       |
| Загалом за кар'єру   | Загалом за кар'єру | Загалом за кар'єру        | 116  | 4    | 7     | 0     | 0          | 0          | 1    | 0    | 126     | 4       |

1. ↑  Ігри в Лізі Європи

## Титули і досягнення
- Переможець Юнацької ліги УЄФА: 2013-14
- Володар Суперкубка Кіпру (1):

АПОЕЛ: 2024